# Everest
Vârful Everest este cel mai înalt punct de pe Pământ, cu o altitudine de 8.848,86 m deasupra nivelului mării. Se află în Munții Himalaya, pe granița dintre Nepal și Tibet (China). În nepaleză numele muntelui este सगरमाथा, Sagarmāthā (Mama oceanului), iar în Tibet este cunoscut sub numele de Chomolungma (mama universului). Numele din limba engleză, Everest, a fost dat în onoarea topografului britanic Sir George Everest.

Vârful Everest 3D

## Descoperirea celui mai înalt vârf
În 1808, guvernul britanic a inițiat Marele studiu trigonometric al Indiei, cu scopul de a determina poziția și numele celor mai înalți munți din lume. Începând cu sudul Indiei, echipele de geodezi au avansat treptat spre nord folosind, pentru a măsura cât mai precis posibil altitudinile, teodolite uriașe care cântăreau 500 kg și care trebuia să fie duse fiecare de câte 12 oameni. Ei au ajuns la poalele munților Himalaya la începutul anilor 1830, dar Nepalul nu a permis intrarea britanicilor în țară din cauza suspiciunilor de agresiune politică și posibilă anexare. Cererile geodezilor de a intra în Nepal au fost refuzate.
Britanicii au fost obligați să-și continue observațiile din Terai⁠(d), o regiune la sud de Nepal dispusă paralel cu munții Himalaya. Condițiile de viață din Terai erau dificile din cauza ploilor torențiale și a malariei — trei membri ai echipei au murit de malarie și alți doi a trebuit să se retragă din cauza problemelor de sănătate.
Cu toate acestea, în 1847, britanicii au insistat și au inițiat unele observații detaliate ale vârfurilor din Himalaya din stații de observație aflate până la 240 km distanță. Vremea i-a forțat să-și limiteze observațiile la ultimele trei luni ale anului. În noiembrie 1847, Andrew Waugh⁠(d), Geodez General al Indiei, a efectuat câteva observații de la stația Sawajpore aflată în capătul estic al munților Himalaya. La acea vreme, Kangchenjunga era considerat cel mai înalt vârf din lume, iar Waugh a observat un vârf în spatele lui, la aproximativ 230 km distanță. John Armstrong, unul din oficialii lui Waugh, a văzut și el culmea dintr-un loc mai la vest, și a denumit-o vârful „b”. Waugh a scris mai târziu că observațiile arătau că vârful „b” este mai înalt decât Kangchenjunga, dar din cauza distanței mari de la care s-au făcut observațiile, era nevoie de altele mai de aproape pentru a confirma rezultatul. În anul următor, Waugh a trimis un oficial geodez înapoi în Terai pentru a observa mai de aproape vârful „b”, dar norii au împiedicat toate tentativele.
În 1849, Waugh l-a trimis pe James Nicolson în zonă. Nicolson a reușit să facă două observații din Jirol, de la 190 km distanță. Nicolson a luat apoi cel mai mare teodolit și s-a îndreptat spre est, efectuând peste 30 de observații din cinci poziții diferite, cea mai apropiată fiind la 174 km distanță de vârf.
Nicolson s-a retras în Patna pe Gange pentru a efectua calculele necesare pe baza observațiilor. Datele sale i-au furnizat o altitudine medie de 9.200 m pentru vârful „b”, dar el nu a luat în calcul refracția luminii care distorsionează înălțimile. Numărul indica, însă, în mod clar că vârful „b” era mai înalt decât Kangchenjunga. Din păcate, Nicolson s-a îmbolnăvit de malarie și a fost obligat să revină acasă, fără să-și termine calculele. Michael Hennessy, unul din asistenții lui Waugh, începuse să denumească vârfurile cu numere romane, Kangchenjunga fiind denumit Vârful IX, iar vârful „b” devenind cunoscut sub numele de Vârful XV.

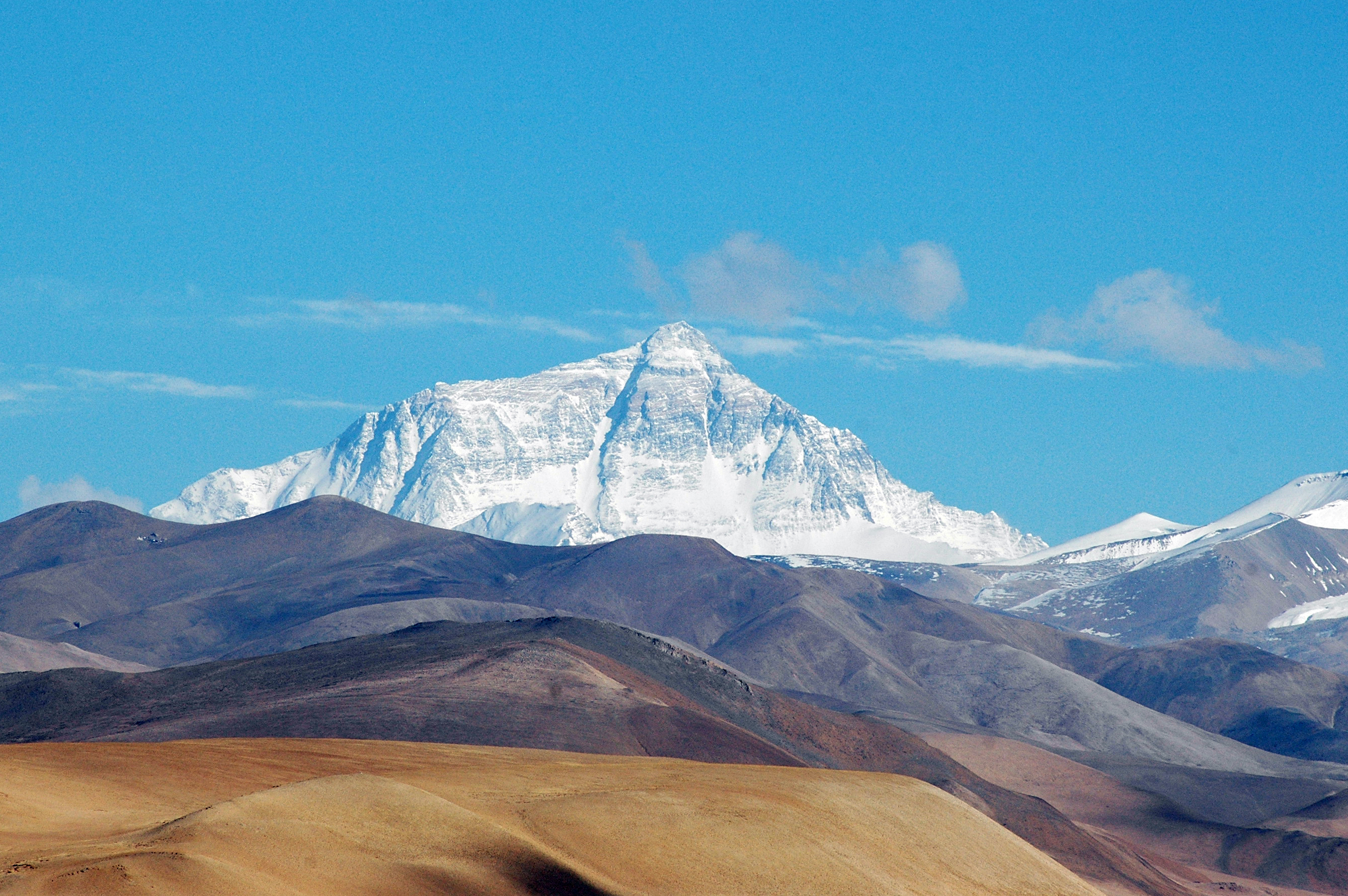
Muntele Everest, cu vârful luminat de soare

În 1852, la cartierul general al geodezilor din Dehradun, Radhanath Sikdar⁠(d), un matematician și geodez indian din Bengal, a fost primul care a identificat Everest ca fiind cel mai înalt vârf din lume, folosind calcule trigonometrice pe baza măsurătorilor lui Nicolson. Un anunț oficial asupra faptului că Vârful XV este cel mai înalt a fost amânat timp de câțiva ani, timp în care calculele au fost verificate în mod repetat. Waugh a început să lucreze pe datele lui Nicolson în 1854, și, împreună cu echipa sa, a petrecut aproape 2 ani lucrând la calcule, încercând să trateze problemele refracției luminii, presiunii atmosferice, și temperaturii aerului de-a lungul marilor distanțe de la care s-au făcut observațiile. În cele din urmă, în martie 1856 a anunțat rezultatele într-o scrisoare adresată adjunctului său din Calcutta. A declarat că Kangchenjunga are 8.582 m, iar Vârful XV are 8.839 m. Waugh a concluzionat că Vârful XV este „foarte probabil cel mai înalt din lume”. Înălțimea vârfului XV a rezultat din calcule a fi exact 29.000 picioare (8.839 m), dar public a fost declarată a fi 29.002 picioare (8.840 m), pentru a evita să lase impresia că înălțimea calculată este doar o estimare rotunjită.
Odată calculată înălțimea, următoarea problemă a fost identificarea unei denumiri a vârfului. Politica studiului era aceea de a păstra numele locale dacă acest lucru este posibil (de exemplu, Kangchenjunga și Dhaulagiri erau nume locale), Waugh a argumentat că nu poate găsi niciun nume local folosit în mod curent. Căutarea lui Waugh după un nume local a fost împiedicată de faptul că Nepal și Tibet erau la acea vreme închise pentru străini. Existau numeroase nume locale, cel mai cunoscut în Tibet vreme de câteva secole fiind Chomolungma, nume ce apărea pe o hartă din 1733 publicată în Paris de geograful francez D'Anville. Totuși, Waugh a afirmat că, dată fiind pleiada de nume locale, este dificil să favorizeze un nume față de celelalte. Astfel, el a hotărât ca vârful XV să fie botezat după George Everest, predecesorul său în funcția Geodez General al Indiei. El scria:

Am fost învățat de respectatul meu șef și predecesor, Colonel Sir George Everest, să acord fiecărui obiect geografic numele sau apelativul său local. Dar avem un munte, foarte probabil cel mai înalt din lume, fără vreun nume local pe care să-l putem descoperi, al cărui apelativ local, dacă există, foarte probabil nu va fi descoperit înainte să ni se dea voie să pătrundem în Nepal. Între timp, îmi revine datoria și privilegiul…să dau un nume prin care să fie cunoscut cetățenilor și geografilor și să devină un cuvânt bine cunoscut în rândul națiunilor civilizate.

George Everest s-a opus numelui propus de Waugh și a comunicat Royal Geographical Society în 1857 că numele Everest nu poate fi scris în hindi și nu poate fi pronunțat de "locuitorii Indiei". Numele propus de Waugh a rămas însă valid, în ciuda obiecțiilor sale, și în 1865, Royal Geographical Society a adoptat oficial denumirea de „Muntele Everest” ca nume al celui mai înalt munte din lume.

## Denumirea
Numele tibetan al Muntelui Everest este Chomolungma sau Qomolangma (ཇོ་མོ་གླིང་མ, ceea ce înseamnă „Mama sfântă”), iar transliterarea numelui din chineză este Zhūmùlǎngmǎ Fēng (chineză simplificată: 珠穆朗玛峰; chineză tradițională: 珠穆朗瑪峰), ce face referire la Mama Pământ; traducerea în chineză a numelui tibetan este Shèngmǔ Fēng (chineză simplificată: 圣母峰; chineză tradițională: 聖母峰). Conform relatărilor englezești de la jumătatea secolului al XIX-lea, numele local al muntelui în regiunea Darjeeling era Deodungha, sau „Muntele Sfânt”.
În 1865, muntele a primit oficial numele englezesc din partea Royal Geographical Society în urma propunerii lui Andrew Waugh⁠(d). Waugh a botezat numele după George Everest, întâi folosind numele de Mont Everest, și apoi Mount Everest. Totuși, pronunția modernă a numelui muntelui Everest în limba engleză, [ˈɛvərɪst, ˈɛvrɪst] este în realitate diferită de pronunția folosită de Sir George pentru propriul său nume de familie, și anume /ˈiːvrɪst/.
Spre sfârșitul secolului al XIX-lea, mulți cartografi europeni credeau că numele local al muntelui este "Gaurisankar", făcând confuzie cu un alt vârf, Gauri Sankar, aflat în apropiere.
La începutul anilor 1960, guvernul nepalez a denumit oficial Muntele Everest Sagarmatha (सगरमाथा).
În 2002, organul de presă al Partidului Comunist Chinez, Rénmín Rìbào a publicat un articol în care se pleda împotriva utilizării numelui englezesc al muntelui în Occident, insistând ca acesta să fie denumit după numele tibetan. Ziarul argumenta că numele chinezesc (de fapt nume tibetan) era mai vechi decât cel englezesc, Muntele Qomolangma fiind marcat pe o hartă chinezească veche de peste 280 de ani.

## Măsurări

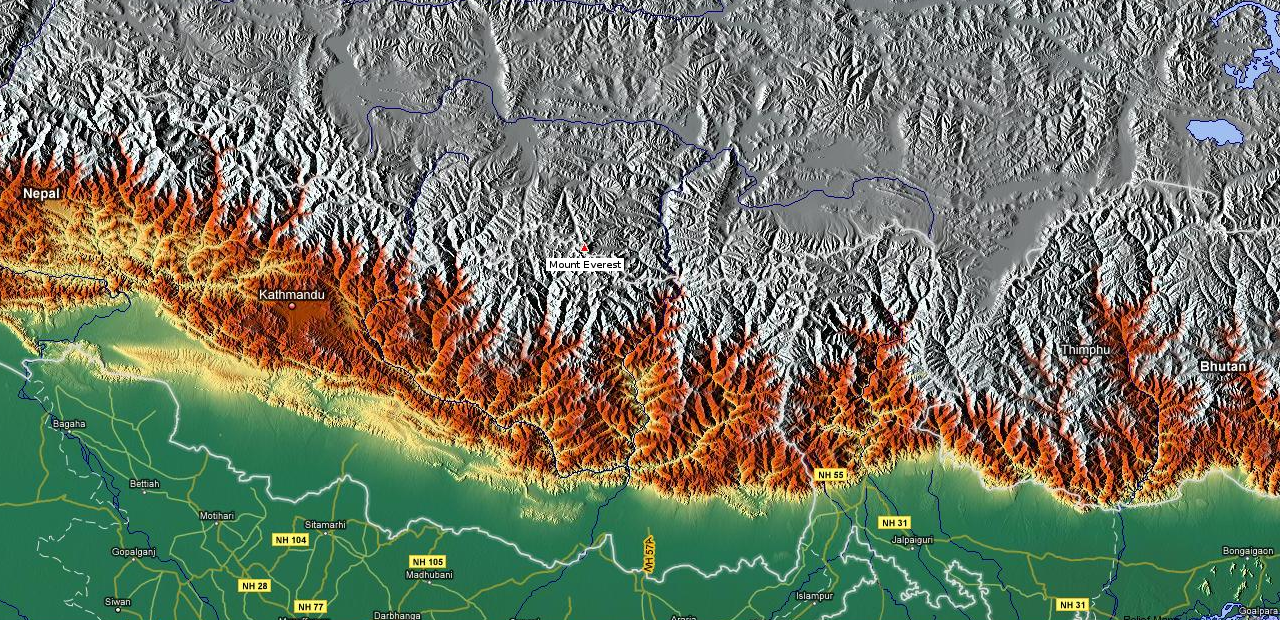
Hartă în relief a munților Himalaya

În 1856, Andrew Waugh a anunțat că Everest (pe atunci denumit vârful XV) are 8.840 m înălțime, după câțiva ani de calcule pe baza observațiilor efectuate în cadrul Marii ridicări topografice.
Mai recent, s-a arătat că muntele are 8.848 m înălțime, deși există variații ale măsurătorilor. La 9 octombrie 2005, după câteva luni de măsurători și calcule, Biroul de Stat pentru Geodezie și Cartografie din China a anunțat oficial că înălțimea Muntelui Everest este de 8.844,43 m±0,21 m. Această instituție a afirmat că este cea mai precisă măsurătoare efectuată. Această înălțime este cea a celui mai înalt punct de piatră și nu a gheții și zăpezii care-l acoperă. Echipa chineză a măsurat și o adâncime a stratului de gheață și zăpadă de 3,5 m, ceea ce corespunde unei altitudini totale de 8.848 m. Grosimea zăpezii și a gheții variază în timp, fiind imposibil de determinat o înălțime absolută a acestui strat.
Altitudinea de 8.848 m a fost determinată prima oară de un studiu indian din 1955, efectuat aproape de munte, folosind teodolite. Rezultatul a fost confirmat de o măsurătoare chinezească din 1975. În ambele cazuri, a fost măsurată înălțimea totală, cu tot cu stratul de zăpadă de pe vârf. În mai 1999, o expediție americană, condusă de Bradford Washburn⁠(d), a plasat un dispozitiv GPS pe cel mai înalt punct stâncos. Rezultatul dat de aparat a fost o altitudine de 8.850 m, la o grosime a gheții de încă 1 m. Deși nu a fost recunoscută oficial de Nepal, această cifră este des folosită. Incertitudinea dată de forma Pământului pune sub semnul întrebării măsurătorile efectuate în 1999 și 2005.
O hartă fotogrammetrică (la scara de 1:50,000) a regiunii Khumbu, inclusiv partea sudică a Muntelui Everest, a fost alcătuită de Erwin Schneider în cadrul Expediției Internaționale în Himalaya din 1955, care a încercat cucerirea vârfului Lhotse. O hartă topografică și mai detaliată a zonei Everestului a fost realizată la sfârșitul anilor 1980 sub îndrumarea lui Bradford Washburn, folosind fotografii din aer.
Se consideră că tectonica plăcilor din zonă are ca efect creșterea în înălțime a vârfului și migrarea sa către nord-est. Două relatări sugerează că vitezele de schimbare sunt de 4 mm/an creștere în înălțime și 3–6 mm/an migrare către nord-est, dar o altă sursă dă o mișcare laterală mai puternică (27 mm/an),
și s-a sugerat și că s-ar micșora.
Se consideră că regiunea Muntelui Everest, și a munților Himalaya în general, suferă o topire a gheții din cauza încălzirii globale.

### Comparații

Comparație a lui Olympus Mons de pe Marte cu masivele Everest și Mauna Kea de pe Hawaii (măsurate de la bază).

Everest este muntele al cărui vârf se află la cea mai mare distanță de nivelul mării. Câțiva alți munți sunt uneori numiți „cel mai înalt munte din lume” pe diferite criterii. Mauna Kea din Hawaii este cel mai înalt munte măsurat de la baza sa; se ridică la peste 10.200 m măsurat de la baza sa de pe fundul oceanului, având însă doar 4.205 m peste nivelul mării.
În funcție de același criteriu, înălțimea de la bază la vârf, Vârful Denali, din Alaska, este și el mai înalt ca Everest. Deși are deasupra nivelului mării doar 6.193,6 m, Denali se înalță dintr-o câmpie aflată la 300–900 m, având o înălțime de la bază la vârf de 5.300–5.900 m; o cifră des utilizată este cea de 5.600 m. Prin comparație, înălțimea bazei Muntelui Everest se situează de la 4.200 m pe partea sudică până la 5.200 m înspre Podișul Tibet, rezultând o înălțime de la bază la vârf de 3.650–4.650 m.
Vârful Chimborazo din Ecuador este cu 2,168 m mai departe de centrul Pământului (6.384,4 km) decât Everest (6.382,3 km), deoarece Pământul este mai bombat la Ecuator. Totuși, Chimborazo are o înălțime de doar 6.267 m peste nivelul mării, și după acest criteriu nu este nici măcar cel mai înalt vârf din Anzi.

## Trasee spre vârf

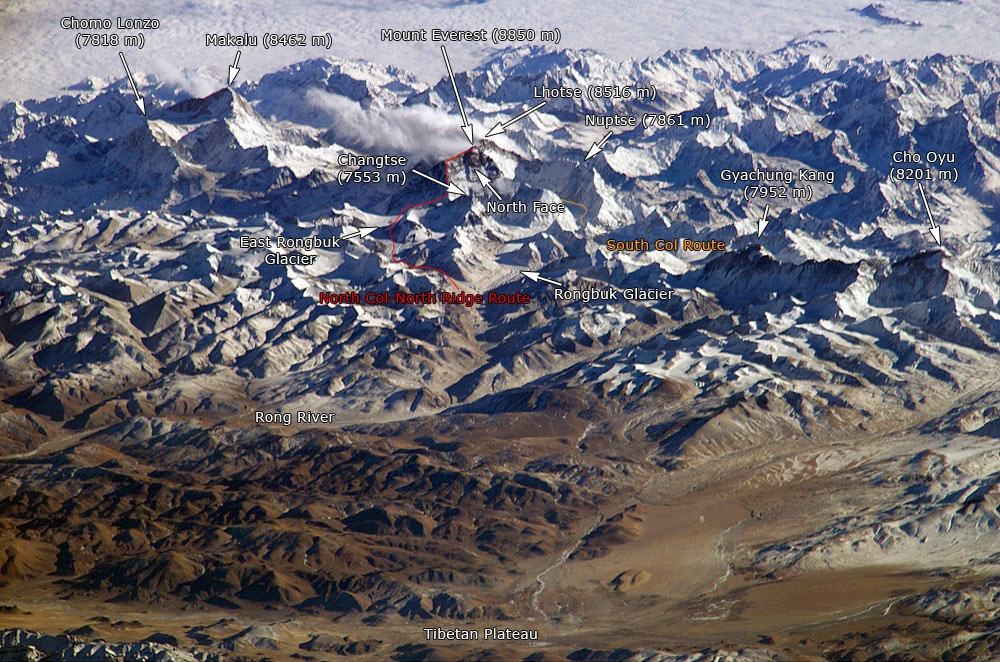
Traseele spre vârful Everest văzute de pe Stația Spațială Internațională

Everest are două trasee principale, creasta de sud-est dinspre Nepal și cea de nord-est dinspre Tibet, precum și alte trasee mai rar utilizate. Dintre cele două rute principale, cea de sud-est este mai ușoară și mai des utilizată. Acesta a fost și traseul folosit de Edmund Hillary și Tenzing Norgay în 1953 și prima recunoscută dintre cele cincisprezece care duc spre vârf. Acesta a fost, însă, un traseu ales mai mult din rațiuni politice decât pragmatice întrucât granițele Chinei erau închise pentru occidentali în anii 1950 după ce China Comunistă a preluat controlul asupra Tibetului de la Republica China.

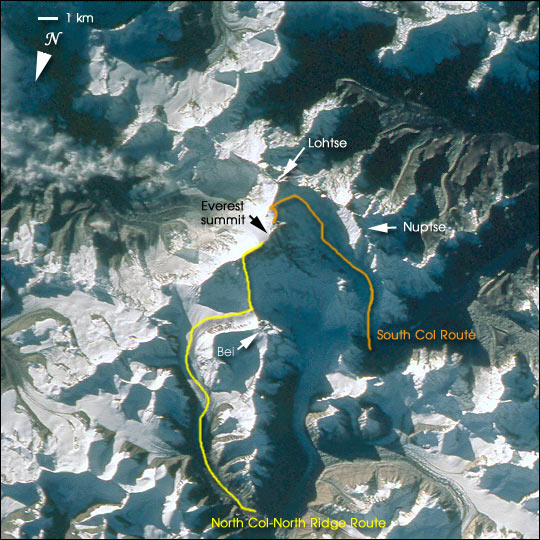
Imagine din spațiu care arată ruta sudică și cea nordică

Cele mai multe tentative de escaladare au loc în luna mai, înainte de anotimpul musonic de vară. Odată cu apropierea anotimpului musonic, o schimbare în curentul jet îl împinge înspre nord, reducând vitezele medii ale vântului în zonele superioare ale muntelui. Se fac încercări uneori și după musoni, în septembrie și octombrie, când curentul jet este din nou împins temporar spre nord, dar atunci zăpada depusă de musoni și vremea mai instabilă fac escaladările mai dificile.

### Creasta sud-estică
Ascensiunea pe creasta sud-estică începe cu drumul până la Tabăra de Bază aflată la 5.380 m altitudine la sud de Everest, în Nepal. Expedițiile de regulă încep cu o călătorie cu avionul de la Kathmandu până la Lukla⁠(d) (2.860 m altitudine) și de acolo prin Namche Bazaar⁠(d). Alpiniștii urcă apoi spre Tabăra de Bază, drum ce durează de regulă între șase și opt zile, permițându-le aclimatizarea la altitudinile mari pentru a preveni răul de altitudine. Echipamentul și proviziile sunt transportate cu iaci, Dzo⁠(d)pkyos (iaci hibrizi) și hamali până la tabăra de bază de pe ghețarul Khumbu. Când Hillary și Tenzing au escaladat Everest în 1953, ei au pornit din Valea Kathmandu, întrucât nu existau la acea vreme drumuri mai spre est.
Alpiniștii petrec apoi câteva săptămâni în tabăra de bază, obișnuindu-se cu altitudinea. În acest timp, șerpașii, împreună cu unii membri ai expediției, instalează scări și corzi în căderea de gheață Khumbu. Serac⁠(d)urile, crevasele și blocurile de gheață instabile fac din această zonă una dintre cele mai periculoase sectoare ale traseului. Mulți alpiniști și șerpași au murit acolo. Pentru a reduce riscul, alpiniștii își încep ascensiunea cu mult înaintea răsăritului soarelui, când temperaturile de îngheț lipesc blocurile de gheață între ele. Deasupra căderii de gheață se află Tabăra I la 6.065 m altitudine.
De la Tabăra I, alpiniștii avansează spre Circul de Vest (în galeză Western Cwm) până la baza crestei Lhotse, unde se stabilește Tabăra II sau Tabăra de Bază Avansată la 6.500 m. Circul de Vest este o vale glaciară relativ plată și care urcă ușor, marcată în partea centrală de crevase laterale uriașe, care împiedică accesul direct la zonele mai înalte. Alpiniștii sunt obligați să traverseze mai departe pe partea dreaptă pe lângă baza muntelui Nuptse⁠(d) până la o trecere îngustă numită „colțul Nuptse”. Circul de Vest se mai numește și „Valea Liniștii”, topografia zonei protejând-o de vânt. Altitudinea ridicată combinată cu o zi senină, fără vânt pot face traversarea Circului de Vest dificilă pentru alpiniști din cauza căldurii.
De la Tabăra Avansată, alpiniștii urcă pe creasta Lhotse pe corzi fixe până la Tabăra III, aflată pe o terasă îngustă la 7.470 m. De acolo, mai sunt 500 de metri până la Tabăra IV pe Pasul de Sud la 7.920 m. De la Tabăra III la Tabăra IV, alpiniștii au două probleme în plus: Pintenul Geneva și Banda Galbenă. Pintenul Geneva este o porțiune de stâncă neagră botezată în 1952 de o expediție elvețiană. Corzile fixe îi ajută pe alpiniști să traverseze rapid această bandă de stâncă acoperită cu zăpadă. Banda Galbenă este o secțiune de marmură, filit, și semișist, a cărei traversare necesită aproximativ 100 de metri de corzi fixe.
Pe Pasul de Sud, alpiniștii intră în „zona morții”. Ei au, de regulă, doar două sau trei zile timp de petrecut la această altitudine pentru a face încercări de a ajunge în vârf. Vremea senină și vânturile slabe sunt factori esențiali pentru decizia de a face o tentativă de cucerire a vârfului. Dacă vremea nu este favorabilă în aceste câteva zile, alpiniștii trebuie să coboare, de multe ori până înapoi la Tabăra de Bază.

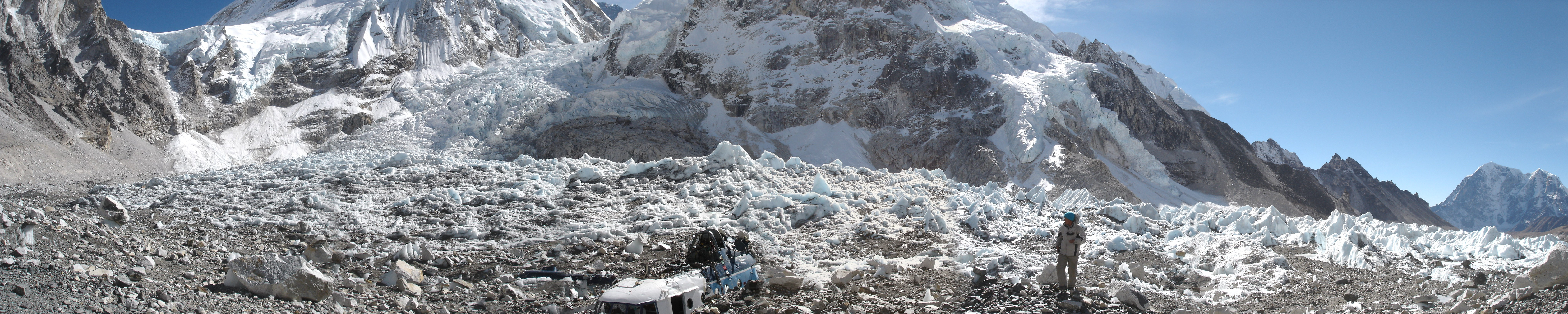
Imagine din Tabăra de Bază de pe creasta de sud a Everestului. Spre stânga se poate vedea căderea de gheață Khumbu. În centru sunt rămășițele unui elicopter prăbușit în 2003.

De la Tabăra IV, alpiniștii încep să urce spre vârf pe la miezul nopții, cu speranța de a ajunge la vârf ( 1.000 metri mai sus) în 10–12 ore. Întâi se ajunge la „Balcon” la 8.400 m, o mică platformă unde se pot odihni privind spre vârfurile dinspre sud și est la lumina soarelui care răsare. Continuând urcarea pe creastă, urmează o serie de trepte de piatră care de regulă forțează alpiniștii să meargă spre est. La 8.750 m, un mic dom de gheață și zăpadă marchează Vârful Sudic.
De la Vârful Sudic, alpiniștii urmează creasta îngustă de sud-est de-a lungul a ceea ce este cunoscut sub numele de „trecerea streșinei”. Aceasta este cea mai periculoasă secțiune a ascensiunii, un singur pas greșit putând să aibă ca rezultat o cădere de 2.400 m pe versantul sudic sau de 3.050 m pe versantul Kangshung. La capătul acestei treceri se află un perete de stâncă de 12 m, denumit „Treapta Hillary” la 8.760 m.
Hillary și Tenzing au fost primii care au escaladat acest perete și au făcut acest lucru fără corzi fixe. Astăzi, alpiniștii urcă treapta cu corzi fixe instalate dinainte de șerpași. Odată trecuți de acest perete, urmează o urcare relativ ușoară spre vârf pe pante de zăpadă cu înclinații moderate. Întrucât din ce în ce mai mulți oameni urcă pe munte în ultimii ani, Treapta a devenit adesea un loc aglomerat, alpiniștii trebuind să aștepte perioade semnificative de timp să le vină rândul la coarda fixă, ducând la probleme în urcarea și coborârea eficientă pe munte. După Treapta Hillary, alpiniștii trebuie să traverseze o secțiune pietroasă cu o multitudine de corzi fixe, secțiune ce poate fi dificilă pe vreme rea. Alpiniștii stau de obicei mai puțin de o jumătate de oră pe „acoperișul lumii” deoarece trebuie să coboare la Tabăra IV înainte de a se întuneca, vremea se poate înrăutăți după amiaza, sau se golesc rezervoarele cu oxigen.

### Creasta nord-estică

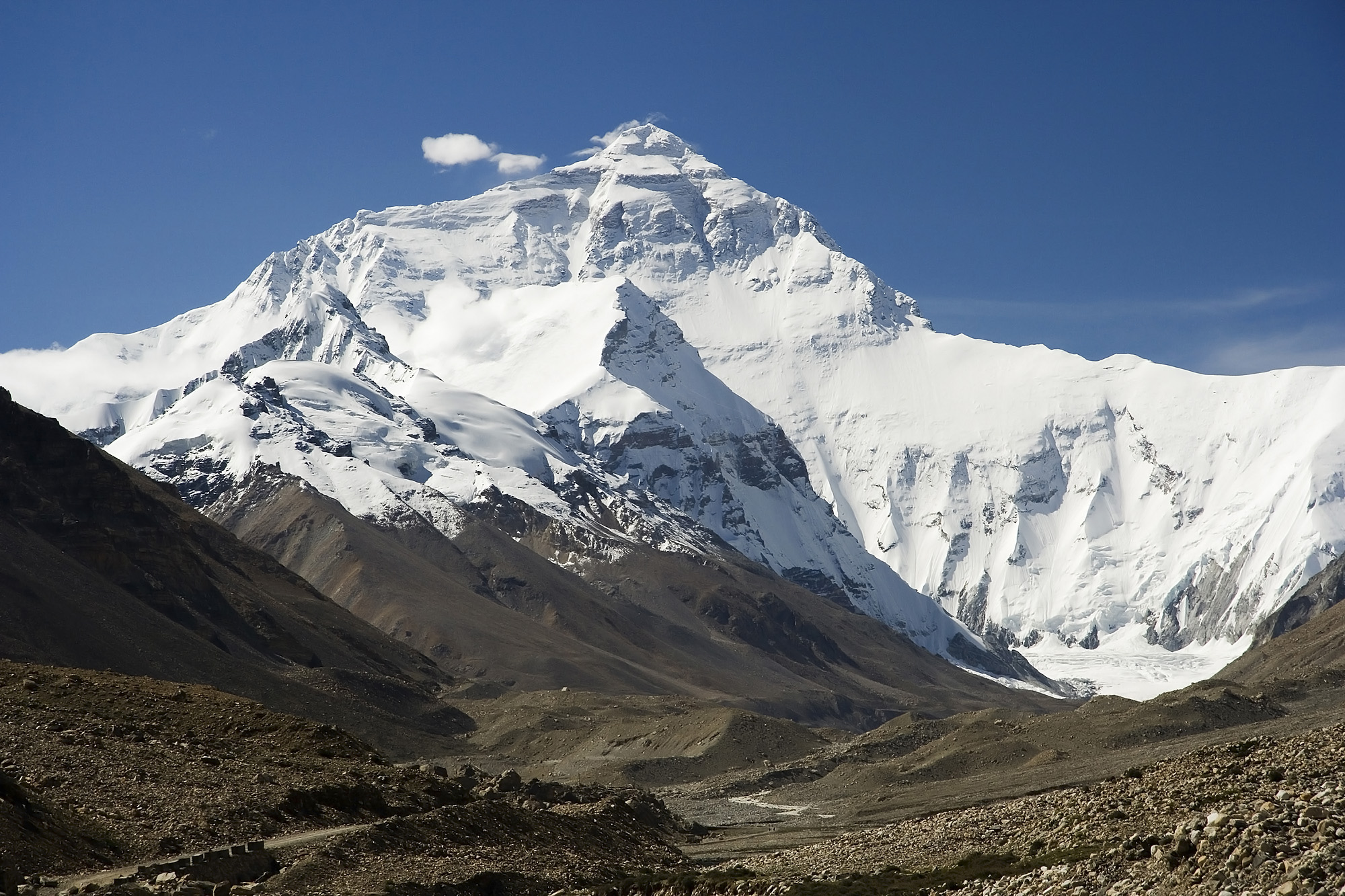
Partea de nord a Everestului, din Tibet

Traseul de pe creasta de nord-est începe din partea de nord a Everestului, în Tibet. Expedițiile merg către ghețarul Rongbuk, unde se instalează Tabăra de Bază la 5.180 m pe o câmpie de pietriș aflată chiar sub ghețar. Pentru a ajunge la Tabăra II, alpiniștii urcă pe morena mijlocie din partea de est a ghețarului Rongbuk până la baza lui Changtse⁠(d) la o altitudine de 6.100 m. Tabăra III (Tabăra de Bază Avansată) se află sub Pasul de Nord la 6.500 m altitudine. Pentru a ajunge la Tabăra IV pe pasul nordic, alpiniștii urcă pe ghețar până la baza crestei de unde se folosesc de corzile fixe pentru a ajunge la Pasul Nordic la 7.010 m. De la Pasul Nordic, urmează o urcare peste creasta nordică până la Tabăra V la aproximativ 7.775 m. Traseul traversează versantul nordic într-o urcare în diagonală spre baza Bandei Galbene, ajungând la Tabăra VI la 8.230 m. De la Tabăra VI, alpiniștii fac ultima tentativă de sosire la vârf. Traversarea de la baza primei trepte este dificilă: de la 8.367 m la 8.400 m, la Treapta a Doua: 8.442–8.490 m. A doua treaptă include un suport pentru urcare numit „scara chinezească”, o scară de metal instalată semipermanent în 1975 de un grup de alpiniști chinezi. De atunci, ea se află acolo aproape tot timpul, fiind utilizată de practic toți alpiniștii de pe traseu. După ce se trece de a doua treaptă urmează urcarea celei de-a treia trepte, 8.553–8.661 m. După escaladarea acestor pereți, piramida din vârf este escaladată și ea pe o pantă de zăpadă de 50 de grade, până la ultima creastă, pe care se ajunge pe vârf.

## Ascensiuni

### Primele expediții
În 1885, Clinton Thomas Dent⁠(d), președintele Clubului Alpin din Regatul Unit, a sugerat, în cartea sa Above the Snow Line că ar fi posibilă cucerirea Muntelui Everest.
Traseele nordice spre munte au fost descoperite de George Mallory în prima sa expediție din 1921. Aceasta a fost o expediție de explorare neechipată pentru o tentativă serioasă de escaladare a muntelui. Condusă de Mallory (care a devenit astfel primul european care a pus piciorul pe pantele Everestului) ei au urcat pe Pasul de Nord până la 7.007 m. De acolo, Mallory a văzut un posibil traseu spre vârf, dar grupul era nepregătit pentru dificultățile pe care le implica continuarea ascensiunii și au decis să se întoarcă.
Britanicii s-au întors în 1922. George Finch („Celălalt George”) a folosit pentru prima oară tuburi de oxigen. El a urcat cu o viteză remarcabilă — 285 m/h. Mallory și colonelul Felix Norton au făcut și ei o a doua tentativă ratată. Mallory a fost criticat pentru că a condus un grup pe un traseu de coborâre pe Pasul Nordic, grup ce a fost prins de o avalanșă. Mallory s-a salvat din avalanșă, dar șase cărăuși localnici au murit.
Următoarea expediție a avut loc în 1924. Tentativa inițială a lui Mallory și Bruce a fost abandonată, atunci când vremea nefavorabilă a împiedicat înființarea Taberei VI. Următoarea tentativă a fost cea a lui Norton și Somervell care au urcat fără oxigen pe o vreme ideală, traversând versantul nordic spre Culoarul cel Mare. Norton a ajuns până la 8.558 m, deși a urcat numai 30 m în ultima oră. Mallory a strâns ultimele resurse de oxigen pentru un efort final, alegându-l pe tânărul Andrew Irvine ca partener.
În 8 iunie 1924, George Mallory și Andrew Irvine⁠(d) au făcut o nouă tentativă de cucerire a vârfului pe ruta Pasul Nordic – creasta de nord – creasta de nord-est, tentativă din care nu s-au mai întors. Pioletul său (un fel de mic târnăcop folosit de alpiniști pentru a se cățăra pe gheață) a fost descoperit la 8500 de metri - de un alt grup de alpiniști - nouă ani mai târziu. În 1 mai 1999, o expediție special constituită a găsit cadavrul lui Mallory pe versantul nordic într-un bazin de zăpadă sub și la vest de poziția obișnuită a Taberei VI. În comunitatea montaniștilor au apărut controverse relativ la întrebarea dacă vreunul din ei ajunsese la vârf cu 29 de ani înainte de ascensiunea confirmată a lui Sir Edmund Hillary și Tenzing Norgay în 1953. Consensul general între alpiniști este însă că cei doi nu au ajuns niciodată pe vârf.
În 1933, Lady Houston⁠(d), o milionară britanică, fostă dansatoare de cabaret, a finanțat o expediție aviatică peste Everest, în care un avion Westland Wallace⁠(d) condus de lordul de Clydesdale a zburat peste vârful Everest într-o încercare de a plasa acolo un steag al Regatului Unit.
La primele încercări, cum au fost cele ale lui Bruce din anii 1920 și cele două tentative eșuate ale lui Hugh Ruttledge⁠(d) din 1933 și 1936, s-a încercat ascensiunea pe munte dinspre Tibet, pe versantul nordic. Accesul dinspre nord a fost închis însă pentru expedițiile occidentale în 1950, după ce China a preluat controlul asupra Tibetului. În 1950, Bill Tilman⁠(d) și un grup restrâns, în care se aflau și Charles Houston, Oscar Houston și Betsy Cowles au efectuat o expediție de explorare a Everestului prin Nepal pe traseul dinspre sud care a devenit astăzi cel mai utilizat.
În primăvara lui 1952, o expediție elvețiană, condusă de Edouard Wyss-Dunant a primit permisiunea de a încerca să cucerească Everestul dinspre Nepal. Expediția a stabilit un traseu prin căderea de gheață Khumbu și a urcat până la Pasul Sudic la o altitudine de 7.986 m. Ulterior, Raymond Lambert⁠(d) și șerpașul Tenzing Norgay au reușit să ajungă la o altitudine de 8.595 m pe creasta sud-estică, stabilind un nou record de altitudine. Experiența acumulată cu această ocazie de Tenzing i-a fost de folos când a făcut parte din expediția britanică din 1953.

### Prima ascensiune reușită a lui Tenzing și Hillary
În 1953, o a noua expediție britanică, condusă de John Hunt⁠(d), s-a întors în Nepal. Hunt a ales două perechi de alpiniști pentru a încerca să ajungă pe vârf. Prima pereche (Tom Bourdillon⁠(d) și Charles Evans⁠(d)) s-a apropiat la 100 m de vârf la 26 mai 1953, dar s-a întors din cauza extenuării. După cum era planificat, traseele găsite de aceștia și resursele de oxigen au fost de mare ajutor următoarei perechi. După două zile, expediția a efectuat a doua și ultima încercare de a ajunge pe vârf cu a doua pereche de alpiniști, neozeelandezul Edmund Hillary și Tenzing Norgay din Nepal. Ei au ajuns pe vârf la 11:30 a.m. ora locală în ziua de 29 mai 1953 urcând pe Pasul Sudic. Atunci, ambii au afirmat că reușita a fost rezultatul unei munci de echipă a întregii expediții, dar Tenzing a dezvăluit după câțiva ani că Hillary a fost primul care a ajuns pe vârf. Ei s-au oprit pe vârf să facă fotografii și au îngropat în zăpadă câteva dulciuri și o cruce mică înainte de a coborî.
Vestea succesului expediției a ajuns la Londra în dimineața încoronării reginei Elisabeta a II-a. Întorși la Kathmandu după câteva zile, Hunt (britanic) și Hillary (supus al Elisabetei, care este și regina Noii Zeelande) au aflat că fuseseră înnobilați cu Ordinul Imperiului Britanic. Tenzing (supus al regelui Nepalului) a primit din partea Regatului Unit medalia George. Hunt a fost făcut mai târziu Life peer⁠(d), iar Hillary a devenit membru fondator al Ordinului Noii Zeelande.

### Primele ascensiuni fără tuburi de oxigen
În 8 mai 1978, Reinhold Messner (Italia) și Peter Habeler⁠(d) (Austria) au realizat prima ascensiune fără tuburi de oxigen, pe traseul de pe creasta de sud-est. În 20 august 1980, Messner a devenit primul care a ajuns singur pe vârf, fără tuburi de oxigen sau susținere, pe traseul nord-vestic, mai dificil, pe Pasul Nordic și pe Marele Culoar. A urcat trei zile complet singur de la tabăra de bază aflată la 6.500 m altitudine.

### Dezastrul din 1996
În sezonul 1996, cincisprezece oameni au murit încercând să coboare de pe vârf, cel mai mare număr de victime într-un singur an din istoria Everestului. Opt dintre ei au murit doar în 11 mai. Dezastrul a fost puternic mediatizat și a ridicat semne de întrebare privind comercializarea ascensiunilor pe Everest.
Ziaristul Jon Krakauer, pentru revista Outside magazine, a făcut parte dintr-unul din grupurile afectate, publicând ulterior bestsellerul Into Thin Air în care și-a relatat experiența. Anatoli Bukreev, un ghid care s-a simțit atacat de cartea lui Krakauer, a scris o carte-răspuns intitulată The Climb⁠(d). Disputa a declanșat o dezbatere amplă în sânul comunității alpiniștilor. În mai 2004, fizicianul Kent Moore și medicul chirurg John L. Semple, ambii cercetători la Universitatea Toronto, au declarat revistei New Scientist că o analiză a condițiilor meteo din data de 11 mai a sugerat că un fenomen meteorologic neobișnuit a făcut ca nivelul de oxigen din aer sa scadă brusc cu aproximativ 14%.
Impactul furtunii asupra alpiniștilor de pe cealaltă parte a muntelui, creasta de nord, loc în care au murit, de asemenea, câțiva alpiniști, a fost detaliat într-o relatare a filmografului și scriitorului britanic Matt Dickinson⁠(d) în cartea sa The Other Side of Everest.

### Elicopterul din 2005
În 14 mai 2005, pilotul Didier Delsalle⁠(d) din Franța a aterizat cu un elicopter Eurocopter AS 350 B3⁠(d) pe vârful Everest (fără martori în afara imaginilor filmate de camera instalată sub aparat) și a decolat după aproximativ patru minute. (Rotoarele au fost păstrate în funcțiune, evitând riscul de a se baza doar pe zăpadă pentru susținerea elicopterului.) Astfel, el a stabilit recordul mondial pentru aterizarea și decolarea de la cea mai mare altitudine.
Delsalle realizase, cu două zile înainte, o decolare de pe Pasul Sudic; unele articole din presă au sugerat că relatarea aterizării pe vârf a fost o înțelegere greșită a relatării unei aterizări pe Pasul Sudic.

### 2006 - Controversa David Sharp
Alpinistul fără picioare Mark Inglis⁠(d) a dezvăluit, într-un interviu acordat presei în 23 mai 2006, că grupul său, și multe altele, trecuseră, în 15 mai, pe lângă un alpinist în pericol, David Sharp⁠(d), care se adăpostea sub o stâncă suspendată la 450 metri sub vârf, și nu au încercat să-l salveze. Dezvăluirea a declanșat dezbateri ample pe tema eticii alpine, în special la felul cum este ea aplicată pe Everest. Alpiniștii care l-au lăsat au spus că eforturile de salvare ar fi fost inutile și ar fi cauzat și alte morți din cauza numărului de oameni necesari pentru a-l scoate.
Mare parte din această controversă a fost tratată de Discovery Channel în programul TV Everest: Beyond the Limit⁠(d). Documentarul prezintă o hotărâre crucială ce a afectat soarta lui Sharp: un alpinist libanez care se întorcea (Max Chaya) transmite prin radio managerului din tabăra de bază (Russell Brice) că a găsit un alpinist în pericol. Nu-l putea identifica pe Sharp, care alesese să urce singur, fără sprijin, deci nu s-a prezentat celorlalți alpiniști. Managerul din tabăra de bază a presupus că Sharp făcea parte dintr-un grup care l-a abandonat și l-a informat pe Chaya că nu are nicio șansă să-l ajute pe Sharp (la peste 8000 de metri altitudine, puțini oameni au suficientă forță să ajute un om semiconștient, iar Max Chaya era doar un alpinist amator). Întrucât starea lui Sharp a continuat să se deterioreze toată ziua și alți alpiniști au trecut pe lângă el, șansele sale de salvare au scăzut: picioarele i-au degerat, nemaiputând să meargă; următorii alpiniști care coboară au și mai puțin oxigen și mai puțină putere de a da ajutor; nu mai este timp să se întoarcă șerpași care să-l ajute. Cel mai important, decizia lui Sharp de a renunța la orice sprijin l-a lăsat fără ajutorul pe care ar fi putut conta.
În timp ce subiectul era discutat, în 26 mai, alpinistul australian Lincoln Hall⁠(d) a fost găsit în viață, după ce fusese declarat mort cu o zi înainte. A fost găsit de un grup de patru alpiniști (Dan Mazur⁠(d), Andrew Brash, Myles Osborne și Jangbu Sherpa) care, renunțând la tentativa de urcare a vârfului, au rămas cu Hall și au coborât cu el și cu un grup de 11 șerpași trimiși să-l aducă jos. Hall și-a revenit ulterior. De atunci, s-au înregistrat și alte acțiuni similare, inclusiv în 21 mai 2007, când alpinista canadiană Meagan McGrath a declanșat operațiunea reușită de salvare a nepalezului Usha Bista.

### 2008 - Flacăra olimpică
Guvernul Chinei a asfaltat un drum de 130 km din Ținutul Tingri până la Tabăra de Bază chineză pentru a face față numărului crescând de alpiniști de pe partea nordică a muntelui. Acesta este cel mai înalt drum asfaltat din lume. Construcția a început la 18 iunie 2007 cu un cost de 150 milioane yuani (19,7 milioane de dolari americani). Flacăra olimpică din 2008 a ajuns pe Everest, urcând pe Pasul Nordic, în drum spre Jocurile Olimpice de vară din 2008 de la Beijing. Un turn de comunicații China Telecom aflat lângă Tabăra de Bază furnizează comunicații până pe vârful muntelui.

### Diverse recorduri
Cea mai tânără persoană care a urcat vreodată pe Everest este americanul Jordan Romero, care a ajuns pe vârf în mai 2010 la vârsta de 13 ani. Recordul celor mai multe ascensiuni îl deține Apa Sherpa⁠(d), care a urcat în mai 2010 pentru a douăzecea oară.
Cea mai rapidă ascensiune pe creasta de nord a fost realizată în 2007 de alpinistul austriac Christian Stangl⁠(d), care a avut nevoie de 16 ore și 42 de minute pentru a parcurge cei 10 km de la Tabăra III până la vârf, depășind recordul de 17 ore al italianului Hans Kammerlander⁠(d), record stabilit în 1996. Ambii au urcat singuri, fără tuburi de oxigen. Cea mai rapidă ascensiune cu tuburi de oxigen pe creasta de sud a fost a șerpașului nepalez Pemba Dorjie în 2004, în 8 ore și 10 minute pentru traseul de 17 km. Cea mai rapidă ascensiune fără tuburi de oxigen pe creasta de sud-est a fost realizată de francezul Marc Batard în 22 ore și 30 de minute în 1988.
Cel mai în vârstă alpinist care a ajuns pe Everest este Min Bahadur Sherchan, care a ajuns pe vârf la 25 mai 2008 la vârsta de 76 de ani.
Până la sfârșitul anului 2001, 1491 alpiniști urcaseră pe Everest (560 dintre aceștia între 1998 și 2001). De-a lungul timpului 175 de oameni au murit pe Everest.

## Zona morții
Condițiile care clasifică o zonă drept „zona morții” se aplică Everestului (altitudini de peste 8.000 m). În plus, Everestul este o zonă a morții în care este deosebit de dificilă supraviețuirea. Temperaturile pot atinge niveluri foarte scăzute, având ca rezultat degerături ale oricărei părți a corpului expuse la aer. Deoarece temperaturile sunt atât de mici, zăpada este înghețată în anumite zone și alunecarea și căderea în prăpastii constituie un pericol mortal suplimentar. Vânturile puternice de la aceste altitudini pe Everest sunt și ele o amenințare. Presiunea atmosferică pe vârful Everest este aproximativ o treime din cea de la nivelul mării, ceea ce înseamnă că în aer este doar o treime din oxigenul disponibil la nivelul mării.
În mai 2007, Caudwell Xtreme Everest a efectuat un studiu al nivelului oxigenului în sângele uman la altitudini extreme. Peste 200 de voluntari au urcat la Tabăra de Bază Everest unde li s-au efectuat diverse analize pentru a examina nivelul de oxigen din sânge. O echipă a efectuat analize și pe drumul spre vârf.
Chiar și la Tabăra de Bază, nivelul scăzut al oxigenului disponibil are un efect direct asupra saturației cu oxigen a sângelui. La nivelul mării, acesta este de regulă între 98% și 99%, dar în Tabăra de Bază acesta a scăzut la 85-87%. Probele de sânge recoltate în vârf au indicat niveluri foarte scăzute de oxigen. Lipsa de oxigen, extenuarea, frigul extrem și pericolele ascensiunii contribuie toate la gradul de periculozitate al muntelui.
Oamenii care mor în timpul ascensiunii sunt de obicei lăsați în urmă. Aproximativ 150 de cadavre nu au fost recuperate. De multe ori, cadavrele sunt vizibile de pe traseele obișnuite de ascensiune.
Există și un fenomen periculos, însă, care nu pune în pericol viața oamenilor pe Everest — trăsnetul. Trăsnetele nu lovesc pe Everest. Sistemele NASA de detecție a trăsnetelor înregistrează numeroase trăsnete în Podișul Tibet, dar nu și în Munții Himalaya, de la 2.000 m altitudine în sus.

## Utilizarea tuburilor de oxigen
Majoritatea expedițiilor folosesc tuburi și măști de oxigen la altitudini de peste 8.000 m. Everest poate fi escaladat și fără oxigen suplimentar dar cu riscuri mai mari. Oamenii nu mai gândesc clar dacă nu au oxigen suficient, și combinația de condiții meteo dificile, temperaturi scăzute și pante abrupte necesită capacitatea de a lua rapid decizii corecte.
Utilizarea tuburilor de oxigen în încercările de a urca pe Everest a fost controversată. George Mallory a spus despre utilizarea lor că este nesportivă, dar până la urmă a ajuns la concluzia că este imposibil de ajuns pe vârf fără tuburi de oxigen și, în consecință, le-a folosit el însuși. Când Tenzing și Hillary au ajuns pentru prima oară pe vârf în 1953, au folosit măști de oxigen. În următorii douăzeci și cinci de ani, tuburile de oxigen deveniseră echipament standard la orice tentativă.
Reinhold Messner a fost primul care a încălcat tradiția tuburilor de oxigen și, în 1978, împreună cu Peter Habeler⁠(d), a realizat prima ascensiune reușită fără ele. Deși a fost criticat, sugerându-se că ar fi folosit mini-sticle cu oxigen — ceea ce Messner a negat — Messner a urcat apoi pe vârf singur, fără oxigen suplimentar și fără cărăuși sau partener, pe traseul nord-vestic, mai dificil, în 1980.
Controversa privind tuburile de oxigen s-a intensificat după dezastrul din 1996. Prin cartea lui, Into Thin Air (1997), Jon Krakauer a criticat utilizarea tuburilor de oxigen. Krakauer a scris că utilizarea tuburilor de oxigen permite unor alpiniști, altfel nepregătiți, să încerce ascensiunea vârfului, conducând la situații periculoase și morți. Dezastrul din 11 mai 1996 a fost parțial cauzat de numărul foarte mare de alpiniști (34 în acea zi) care încercau să urce, cauzând aglomerație la Treapta Hillary și întârziind pe ceilalți, dintre care majoritatea au ajuns la vârf după ora 14, oră la care de obicei cei care nu au ajuns pe vârf se întorc în tabără. El a propus interzicerea utilizării tuburilor de oxigen în afara cazurilor de urgență, argumentând că aceasta ar duce și la scăderea poluării Everestului — multe sticle goale s-au adunat pe pantele sale — și ar ține alpiniștii nepregătiți departe de munte.
Dezastrul din 1996 a pus în discuție și chestiunea rolului ghidului în utilizarea măștilor de oxigen.
Decizia ghidului Anatoli Bukreev de a nu folosi tuburi de oxigen a fost aspru criticată de Jon Krakauer. Susținătorii lui Bukreev (printre care G. Weston DeWalt, coautor al cărții The Climb⁠(d)) au afirmat că utilizarea tuburilor de oxigen dă un fals sentiment de siguranță. Krakauer și susținătorii săi arată că, nefolosind tuburi de oxigen, Bukreev nu a putut să-și ajute în mod direct clientul la coborâre. Ei susțin că Bukreev a spus că îl însoțește pe clientul său, Martin Adams, dar chiar înainte de piscul sudic, Bukreev și-a dat seama că Adams se descurcă bine cu coborârea și a mărit viteza de coborâre, lăsându-l pe Adams în urmă. Adams spune în The Climb: „Pentru mine, era un lucru normal, Anatoli mergea în față, iar pe mine nu mă deranja asta.”

## Infracționalitate
Unii alpiniști au raportat furturi din provizii, furturi care le pun viețile în pericol. Vitor Negrete⁠(d), primul brazilian care a urcat pe Everest fără oxigen, și care făcea parte din grupul lui David Sharp, a murit în timpul unei ascensiuni, și furturile din tabăra sa de la mare altitudine au contribuit la aceasta.
În plus față de furturi, cartea lui Michael Kodas High Crimes, lansată în 2008 descrie lipsa de etică a unor șerpași și călăuze, prostituție și jocuri de noroc la Tabăra de Bază din Tibet, fraude la vânzarea tuburilor de oxigen, și alpiniști care adună donații sub pretenția că adună gunoaie de pe munte.

## Flora și fauna
La altitudini înalte, există puține forme de viață care se pot adapta la condițiile climatice extreme. Euophrys omnisuperstes⁠(d), un păianjen minuscul, a fost descoperit până la altitudini de 6.700 m. Aceste ființe trăiesc în crevase, hrănindu-se cu insecte înghețate aduse de vânt. Este posibil să existe forme de viață microscopice la altitudini și mai mari.

Păsări, cum ar fi gâsca cu capul vărgat, au fost găsite zburând la altitudini mari în zona muntelui, iar altele, cum ar fi corbul au fost văzute chiar pe Pasul Sudic (7.920 m), hrănindu-se cu resturi de mâncare sau chiar cu cadavre, rămase în urma expedițiilor.

## Geologia
Geologii au împărțit rocile ce compun Everestul în trei unități, numite "formațiuni". Fiecare din aceste formațiuni sunt despărțite una de alta de falii, de-a lungul cărora au fost presate una de cealaltă. De la vârful Everest până la bază, aceste roci reprezintă Formațiunea Qomolangma, Formațiunea Pasul Nordic, și Formațiunea Rongbuk.
De la vârf până la începutul Bandei Galbene, la aproximativ 8.600 m peste nivelul mării, vârful Everestului constă din Formațiunea Qomolangma, denumită și Formațiunea Everest sau Formațiunea Jolmo Lungama. Ea constă din calcar paralel laminat și sedimentat, alb sau cenușiu-deschis, cu straturi de dolomit recristalizat, și cu lame argiloase și din Silt. Gansser a raportat găsirea de fragmente vizivile de crinoide în aceste calcare. Analizele petrografice ale probelor din acest calcar ordovician din apropierea vârfului au arătat că acestea sunt compuse din pastile de carbonați și resturi fin fragmentate de trilobiți, crinoide, și ostracode. Alte probe fuseseră atât de puternic dezmembrate și recristalizate încât nu au putut fi determinate componentele lor inițiale. Formațiunea Qomolangma este divizată de câteva falii cu unghi mare care se termină la falia de unghi scăzut, Falia Qomolangma. Această falie o separă de Banda Galbenă de dedesubt. Ultimii cinci metri din partea inferioară a Formațiunii Qomolangma, chiar de deasupra faliei, sunt puternic deformați.
Grosul Everestului, între 7.000 și 8.600 m, constă din Formațiunea Pasul Nordic, a cărei parte superioară o formează Banda Galbenă, între 8.200–8.600 m. Banda galbenă constă din straturi intercalate de marmură, de o culoare brună-gălbuie, precum și din filit și semișist. Analiza petrografică a marmurei colectate de la aproximativ 8.300 m a arătat că ea constă, în proporție de 5%, din urme de schelete de crinoide recristalizate. Cei cinci metri ai Benzii Galbene aflați lângă Falia Qomolangma sunt puternic deformați. Un strat de 5–40 cm grosime de Breccia o separă de Formațiunea Qomolangma.
Restul Formațiunii Pasul Nordic, expusă între 7.000 și 8.200 m pe Everest, constă din straturi de șist, filit și marmură. Între 7.600 și 8.200 m, Formațiunea Pasul Nordic constă din filit biotit-cuarț și filit clorit-biotit intercalate cu cantități minor de șist biotit-sericit-cuarț. Între 7.000–7.600 m, partea inferioară a Formațiunii Pasul Nordic constă din șist cuarț-biotit intercalat cu șist epidot-cuarț, șist biotit-calcit-cuarț, și straturi subțiri de marmură cuarțoasă. Aceste roci metamorfice par a fi rezultate din metamorfismul unor flișuri marine compuse sau sedimentate, lut, gresie argiloasă, gresie calcaroasă, Grauwacke⁠(d), și gresie nisipoasă. Baza Formațiunii Pasul Nordic este o falie numită “Falia Lhotse”.
Sub 7.000 m, Formațiunea Rongbuk formează baza Everestului. Ea constă din șist silminit-K-feldspat și gneiss cu numeroase Sill⁠(d)uri și Dike⁠(d)-uri de leucogranit cu grosimi de la un cm la 1.500 m. Aceste leucogranite fac parte dintr-o centură de roci intruzive din oligocenul târziu și miocen cunoscute drept leucogranite de Himalaya Înaltă. Ele s-au format ca urmare a topirii parțiale a rocilor metasedimentare din Paleoproterozoic până la Ordovician din Secvența Himalaya Înaltă acum 20 până la 24 milioane de ani în timpul subducției Plăcii Indiene.
Muntele Everest constă din roci sedimentare și metamorfice fracturate spre sud deasupra scoarței continentale, compuse din granulite din Arhean din Placa Indiană din timpul coliziunii în Cenozoic a Indiei cu Asia⁠(d). Interpretările actuale susțin că formațiunile Qomolangma și Colul Nordic constau din sedimente marine acumulate pe platoul continental al marginii pasive, nordice, a Indiei înainte de ciocnirea cu Asia. Coliziunea din Cenozoic a Indiei cu Asia a deformat și metamorfozat apoi aceste strate împingându-le în sus și înspre sud. Formațiunea Rongbuk constă dintr-o secvență de roci metamorfice de grad ridicat și granitice derivate din alternarea de roci metasedimentare de grad ridicat. În timpul coloziunii Indiei cu Asia, aceste roci au fost împinse în jos și către nord fiind acoperite de alte strate; încălzite, metamorfozate și parțial topite la adâncimi de peste 15–20 km sub nivelul mării; și apoi împinse din nou în sus la suprafață către sud între doua detașări majore. Munții Himalaya cresc în înălțime cu circa 5 mm pe an.

## Vezi și
- Listă de munți din China
- Listă de superlative geografice